# Guillermo Martínez Ayala
Guillermo Martínez Ayala (* 15. März 1995 in Celaya, Guanajuato) ist ein mexikanischer Fußballspieler auf der Position eines Stürmers.

## Laufbahn
Martínez begann seine Profikarriere beim CF Pachuca, in dessen U17- und U20-Nachwuchsmannschaften er seit 2011 zum Einsatz kam. Im Jahr 2013 absolvierte er auch zwei Einsätze für das in der Segunda División spielende Farmteam Titanes de Tulancingo. Seinen ersten Einsatz für die erste Mannschaft des CF Pachuca bestritt Martínez am 19. Februar 2013 in einem Spiel um die Copa México gegen die Dorados de Sinaloa, das 2:5 verloren wurde. Sein Debüt in der höchsten mexikanischen Spielklasse feierte er am 31. Januar 2015 in einem Auswärtsspiel beim Club Deportivo Guadalajara, welches 0:1 verloren wurde.
Im ersten Halbjahr 2016 spielte Martínez auf Leihbasis für die Lobos de la BUAP und in der zweiten Hälfte desselben Jahres für die Coras de Tepic in der zweiten Liga. Seine anschließende Leihe an den Ligakonkurrenten Club Deportivo Guadalajara (gegen den er einst sein Debüt in der ersten mexikanischen Liga bestritten hatte) für das Spieljahr 2017 bescherte Martínez seine bisher größten Erfolge: durch seine vier Einsätze (mit 247 Spielminuten) in der Copa México gehörte er zum Kader der Mannschaft, die den Pokalsieg in der Clausura 2017 feiern durfte. Durch seine zwei kurzzeitigen Einsätze (über insgesamt 30 Minuten) in derselben Spielzeit der höchsten mexikanischen Spielklasse, an deren Ende Chivas auch seinen insgesamt zwölften Meistertitel feiern konnte, war Martínez auch am Titel des erfolgreichen Double-Gewinns der Clausura 2017 beteiligt.

## Erfolge
- Mexikanischer Meister: Clausura 2017
- Mexikanischer Pokalsieger: Clausura 2017